# João Pinto (ur. 1971)
João Manuel Vieira Pinto (wym. [ʒuˈɐ̃w ˈpĩntu]; ur. 19 sierpnia 1971 w Porto) – portugalski piłkarz występujący na pozycji napastnika.

## Kariera klubowa
João Pinto zawodową karierę rozpoczynał w 1988 roku w klubie ze swojego rodzinnego miasta – Boavista FC. Pełnił tam rolę rezerwowego, jednak mimo wszystko wzbudził zainteresowanie występującego wówczas w rozgrywkach Primera División Atlético Madryt, do którego przeszedł w 1990 roku. Pinto nie dostał jednak szansy debiutu w pierwszej drużynie popularnych „Los Rojiblancos” i przez cały okres pobytu w Madrycie grał w drugim zespole Atlético. W 1991 roku Portugalczyk powrócił do Porto i ponownie reprezentował barwy Boavisty, z którą wywalczył krajowy puchar.
Dzięki dobrej formie prezentowanej w rozgrywkach pierwszej ligi Pinto dostał szansę przejścia do jednego z krajowych gigantów – SL Benfiki. W debiutanckim sezonie w nowym klubie Pinto nie był w stanie pomóc Benfice w walce o mistrzostwo kraju. W kolejnych rozgrywkach szło już mu jednak znacznie lepiej. Zagrał między innymi w pamiętnym meczu derbowym ze Sportingiem CP, który zakończył się zwycięstwem „Orłów” 6:3. Portugalczyk zanotował w tym spotkaniu pierwszego w swojej karierze hat-tricka. Tym meczem Benfica przypieczętowała zdobycie 30. mistrzostwa Portugalii w swojej historii. Następnie portugalski napastnik przejął opaskę kapitańską Benfiki po tym, jak piłkarską karierę zakończył António Veloso. Pinto obok Luísa Figo i Manuela Rui Costy uważany był za jeden z największych talentów w portugalskiej piłce. Trzy razy z rzędu został wybierany najlepszym portugalskim piłkarzem – w 1992, 1993 i 1994 roku.
Następnie wychowanek Boavisty zdecydował się zmienić klub. W Benfice rozegrał łącznie 302 ligowe pojedynki, w których zdobył 90 goli. W 2000 roku podpisał kontrakt z odwiecznym rywalem Benfiki – Sportingiem CP, gdzie przez pewien okres tworzył znakomity duet napastników wspólnie z Mário Jardelem. Razem z „Lwami” Pinto sięgnął po mistrzostwo, puchar oraz superpuchar Portugalii. Dla Sportingu zaliczył 142 występy, w których zanotował 32 bramki. W 2004 roku Pinto po raz kolejny w karierze trafił do Boavisty, dla której tym razem grał przez kolejne trzy sezony. W czasie swojego najdłuższego pobytu w ekipie „Panter” portugalski napastnik zanotował 62 spotkania i trzynaście trafień.
W 2006 roku Portugalczyk podpisał kontrakt z SC Braga. W drużynie „Os Arsenalistas” rzadko kiedy pojawiał się jednak na boisku od pierwszych minut. Trener Bragi – Jorge Costa wolał bowiem stawiać na młodszego od Pinto o 10 lat Austriaka Rolanda Linza. 22 lutego 2008 roku portugalski napastnik zażądał od swojego klubu rozwiązania umowy, a następnie postanowił zakończyć karierę.

## Kariera reprezentacyjna
Pinto początkowo występował w młodzieżowej reprezentacji Portugalii do lat 20, z którą w 1989 i 1991 roku zdobył mistrzostwo świata juniorów. W seniorskiej kadrze zadebiutował w 1991 roku. W 1996 roku wystąpił na mistrzostwach Europy, na których Portugalczycy dotarli do ćwierćfinału. João zagrał na tej imprezie we wszystkich czterech meczach. Zdobył w nich jednego gola w spotkaniu grupowym przeciwko Chorwacji. W 2000 roku Pinto także dostał powołanie na mistrzostwa Europy. Tym razem Portugalia odpadła dopiero w półfinale. Wychowanek Boavisty zagrał w każdym z pięciu spotkań i zanotował jedno trafienie w wygranym 3:2 pojedynku z Anglikami. Pinto w swojej karierze wystąpił również na Mistrzostwach Świata 2002, na których podopieczni António Oliveiry nie zdołali nawet wyjść z grupy. Pinto na mundialu nie zanotował ani jednej bramki, wystąpił za to w wygranym 4:0 meczu z Polską. Po mistrzostwach Portugalczyk postanowił zakończyć reprezentacyjną karierę. Przez dwanaście lat występów w drużynie narodowej João rozegrał 81 spotkań, w których 23 razy udało mu się wpisać na listę strzelców.

## Sukcesy
- Mistrzostwo Portugalii: 2
  - 1994, 2002
- Puchar Portugalii: 4
  - 1992, 1993, 1996, 2002
- Superpuchar Portugalii: 1
  - 2001
- Mistrzostwo Świata U–20: 2
  - 1989, 1991
- Piłkarz roku w Portugalii: 3
  - 1992, 1993, 1994
- Brązowy medal na ME 2000